# 凯文·彼得·霍尔
凯文·彼得·霍尔（英語：Kevin Peter Hall，1955年5月9日—1991年4月10日）是一位美国演员，知名角色有《超人特攻队》、《预言》、《毫无预兆》和《大脚哈利》。他同样出名的角色便是于前两部《铁血战士》电影中扮演其主人公：铁血战士。1991年死於肺炎。